# Laurell Barker
Laurell Jane Barker, även känd mononymt som Laurell, född 20 april 1979 i North Vancouver i British Columbia, är en kanadensisk sångerska och låtskrivare bosatt i Malmö.

## Biografi
Laurell Barker har skrivit låtar till flera artister och grupper som Twice, Eleni Foureira och Oh My Girl. År 2018 vann hon en Juno Award i kategorin Årets dansinspelning (engelska: Dance Recording of the Year), för att sedan året efter bli den första kvinnliga låtskrivaren med tre tävlande bidrag i en Eurovision-final. Hon flyttade 2020 till Sverige och flyttade ihop med musikern Mattias Welin i rockbandet Dolly Daggers. Laurell deltog i Melodifestivalen 2023 med låten "Sober", skriven av henne själv, tillsammans med Anderz Wrethov, Andreas "Stone" Johansson och Thomas Stengaard.

## Diskografi

### Album
- 2021 – Cookie Jar

### Singlar
- 2018 – After midnight (tillsammans med LNY TNZ och Mann)
- 2018 – Change my heart (tillsammans med Ummet Ozcan)
- 2018 – About you (tillsammans med Tyron Hapi)
- 2018 – After midnight (remixes)
- 2018 – Sweat (tillsammans med Dj Assad)
- 2020 – Chocolat (radio edition) (tillsammans med Foothills)
- 2020 – Slow (feat. Laurell & Haj)
- 2021 – Anywhere (tillsammans med LANNÉ)
- 2021 – Chocolat
- 2021 – Put your head on my shoulder (feat. Laurell) (tillsammans med Costa Leon)
- 2021 – Put your head on my shoulder (deep mix) (tillsammans med Costa Leon)
- 2021 – Habit
- 2021 – Get loud
- 2021 – Stay too long (tillsammans med Takis och Komara)
- 2021 – Cookie Jar
- 2021 – Habit (Guitar Session)
- 2021 – BAEwatch
- 2021 – Habit (Band Version)
- 2021 – Habit (Alle Farben Remix) (tillsammans med Alle Farben)
- 2022 – Love It
- 2022 – Havana (tillsammans med Prezioso)

## Kompositioner
- 2018 – Tornado med Aemilian (skriven tillsammans med Bernhard Penzias, Dirk Duderstadt, Marco Duderstadt och Pele Loriano).[5]
- 2018 – Centerpiece med Rochelle (skriven tillsammans med H. Huijsman, J. Harper, M. Cacciapuoti och R. Perts).[6]
- 2018 – Between you and me med One Bit + Louisa (skriven tillsammans med Joe Murphy, Jonty Howard och Stevie Appleton).[7]
- 2018 – Stones med Zibbz (skriven tillsammans med Stee Gfeller och Coco Gfeller).[8]
- 2020 – Low On Love med Nico Santos (skriven tillsammans med Nico Santos och Thomas Stengaard).[9]
- 2020 – Bella Bella med Luca Hänni (skriven tillsammans med Frazer Mac, Jon Hällgren, Luca Hänni, Lukas Hällgren och Pele Loriano).[10]
- 2020 – She Got Me med Luca Hänni (skriven tillsammans med Frazer Mac, Jon Hällgren, Luca Hänni och Lukas Hällgren).[10]
- 2021 – Dance With Danger med Tim Kamrad (skriven tillsammans med Anderz Wrethov, Andreas Stone, Thomas Stengaard och Tim Kamrad).[11]

### Melodifestivalen
- 2018 – All The Feels med Renaida (skriven tillsammans med Jon Hällgren, Peter Barringer och Lukas Hällgren).[12]
- 2019 – Tempo med Margaret (skriven tillsammans med Jimmy Jansson, Anderz Wrethov och Sebastian von Koenigsegg).
- 2020 – Surface med Ellen Benediktson & Simon Peyron (skriven tillsammans med Paul Rey, Anderz Wrethov, Sebastian von Koenigsegg och Ellen Benediktson).
- 2020 – Brave med Hanna Ferm (skriven tillsammans med David Kjellstrand och Jimmy Jansson).
- 2021 – The Missing Piece med Paul Rey (skriven tillsammans med Fredrik Sonefors och Paul Rey).
- 2021 – Fingerprints med Nathalie Brydolf (skriven tillsammans med Andreas Johansson, Etta Zelmani och Anna-Klara Folin).
- 2022 – Freedom med Faith Kakembo (skriven tillsammans med Anderz Wrethov, Palle Hammarlund och Faith Kakembo).
- 2023 – Never Give Up med Maria Sur (skriven tillsammans med Anderz Wrethov).
- 2023 – Sober med Laurell (skriven tillsammans med Anderz Wrethov, Andreas "Stone" Johansson och Thomas Stengaard).